# St. Johann, Straßburg
St. Johann je naselje v Občini Straßburg v Okraju Šentvid ob Glini na Koroškem v Avstriji.